# Almôndegas de camarão
Almôndegas de camarão são um prato típico da culinária indo-portuguesa de Goa, Damão e Diu, outrora pertencentes ao Estado Português da Índia. Tal como o nome indica, trata-se de um prato almôndegas preparadas com camarão, muito abundante na costa de Goa. Para além do camarão, encontram-se também em abundância, ainda que em menor número, caranguejos, ostras, lagostas, lagostins, mexilhões e berbigões. A disponbilidade de todos destes mariscos permitiu aos portugueses influenciar a forma de os preparar em Goa, não sendo este prato excepção.
As almôndegas propriamente ditas, para além do camarão, incluem também alho, malagueta, cebola, gengibre, cravinho, açafrão, cominhos. pimenta-do-reino, tamarindo, coentro, vinagre e farinha de trigo. São fritas em óleo.
Em separado, é feito um molho suculento, cujos ingredientes incluem cebola, pimentões verdes picados, alho e açafrão.
O prato deve ser servido com arroz de caril.